# Segretario virtuale
Un segretario virtuale o assistente virtuale (in lingua inglese Virtual Assistant) è una figura professionale, presente in vari Stati del mondo e variamente disciplinata. È una persona che, a volte, lavora da casa propria - attrezzata con computer, telefono, linea veloce a Internet ed eventualmente uno scanner – o all'interno di agenzie specializzate. L'aggettivo "virtuale" indica il fatto che l'assistente opera "a distanza", interagendo con i propri clienti tramite web e telefono.

## Caratteristiche
È una persona che a volte lavora da casa propria - attrezzata con computer, telefono, linea veloce a Internet ed eventualmente uno scanner – a volte svolge la sua attività all'interno di agenzie specializzate. L'aggettivo virtuale indica il fatto che la segretaria in questione opera “a distanza”, interagendo con i propri clienti tramite web e telefono.

## L'attività
Questo tipo di attività, che lo differenzia da quello della segretaria tradizionale, sta nell'utilizzo condiviso da più persone: ogni cliente si avvale dei servizi della segretaria virtuale in base alle proprie esigenze e paga “a consumo” solo le prestazioni effettivamente svolte. Per tale motivo, la segretaria virtuale può considerarsi parte dei cosiddetti "servizi condivisi" e rientra certamente nelle attività che vengono esternalizzate. 
In base alle esigenze del cliente, il supporto dell'assistente virtuale può essere temporaneo (ad esempio per la durata di un progetto) o continuativo (ad esempio con mansioni di social media manager).
Il servizio di segretaria virtuale spesso è collegato a un business center, in modo che sia possibile offrire in affitto alle aziende sia il servizio di segreteria che gli spazi ufficio.

## Nel mondo
Tale figura è molto diffusa nei Paesi anglosassoni, in particolare in USA, Regno Unito, Australia e Canada. È inoltre particolarmente presente in India, dove il servizio viene offerto a clienti anglofoni, sfruttando il basso costo del lavoro che caratterizza il paese asiatico.
Negli ultimi anni, la domanda di assistenti virtuali è cresciuta in modo significativo, alimentata dalla digitalizzazione e dalla crescente adozione del lavoro remoto, soprattutto durante e dopo il Covid-19.